# Observation de la Lune
L'observation de la Lune est une activité très ancienne qui fait partie de l'astronomie. Elle peut se faire à l'œil nu, aux jumelles, au télescope ou avec une lunette astronomique.

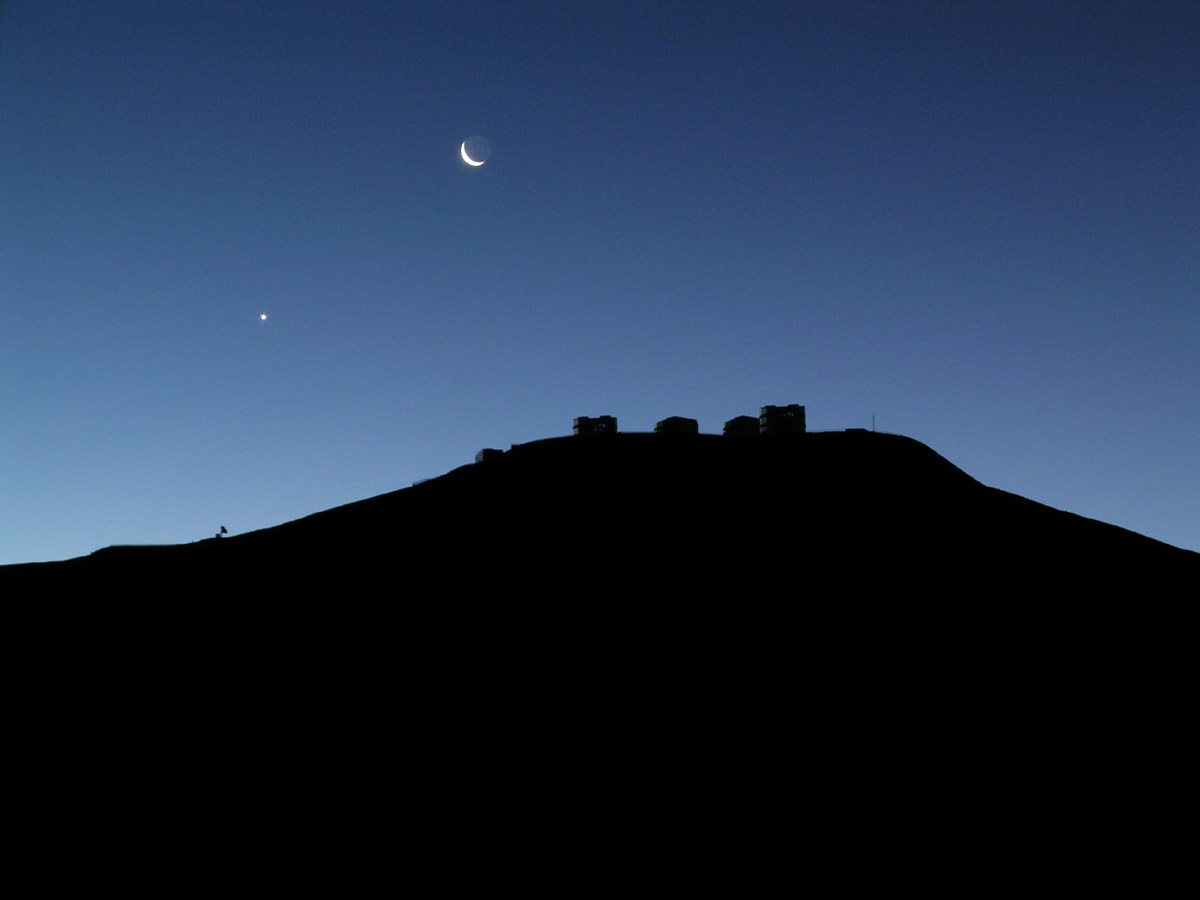
La Lune et Vénus au-dessus de l'observatoire du Paranal au Chili

## Observation à l'œil nu
Depuis toujours, l'homme a remarqué le cycle lunaire appelé lunaison.  Il est à la base des calendriers lunaires, de la division de l'année en mois d'environ 4 semaines de 7 jours.  Ces 7 jours correspondent au temps entre la nouvelle lune (invisible) et le premier quartier, entre le premier quartier et la pleine lune, entre la pleine lune et le dernier quartier et enfin entre le dernier quartier et la nouvelle lune.  Pendant les deux premières semaines, la Lune est dite croissante (la partie éclairée augmente) tandis qu'elle est décroissante pendant les 2 semaines suivantes.
La Lune prend environ 50 minutes de retard chaque jour par rapport au Soleil. Autrement dit, passant au méridien sud, elle repassera ce méridien sud 24 heures et 50 minutes après, en se retrouvant chaque jour, et à la même heure, un peu plus à l’est. On peut rappeler ici que le jour lunaire (temps séparant deux passages de la Lune au méridien sud) dure 24 heures et 50 minutes, pendant que le jour sidéral (temps mis par une étoile pour repasser une seconde fois au méridien sud) dure 23 heures et 56 minutes, le jour solaire moyen durant 24 heures. Dans un premier temps, elle suit le Soleil (jusqu'à la pleine lune), ensuite, elle le précède (et finit par être rattrapée par lui).
Plus finement, les lunaisons se suivent mais ne se ressemblent pas.  Comme la Lune se trouve, en première approximation, sur le plan de l'écliptique (5,4° est petit devant les 23,4°), à l'opposé du Soleil (pleine lune), elle est haute sur l'horizon en hiver et basse en été (c'est le contraire du Soleil).  De même, le premier quartier est haut au printemps et bas en automne (c'est l'inverse pour le dernier quartier).
Sont également observables sans instruments certains phénomènes lunaires transitoires, les éclipses de Lune lorsque la pleine lune passe dans l'ombre de la Terre et, avec certaines précautions, les éclipses solaires lorsque la nouvelle lune passe devant le Soleil.
La pleine lune semble varier de taille beaucoup plus qu'elle ne varie en réalité. Il s'agit d'une illusion d'optique.  Elle semble plus grosse quand elle est proche de l'horizon.

## Observation aux jumelles
De simples jumelles permettent de se rendre compte que la Lune n'est pas un astre lisse sans relief. Tel Galilée, il est possible de voir les 'montagnes de la Lune' et de reconnaître les principales formations lunaires, voire des phénomènes plus petits, tel le X lunaire. On s'aperçoit également que la Lune nous présente toujours la même face (approximativement, car la libration de la lune la fait osciller).

## Observation au télescope
Avec une lunette astronomique ou un télescope, il est possible d'observer plus de détails. Un paramètre important est l'âge de la Lune qui détermine la position du terminateur. On peut observer la progression des ombres. Certaines formations ne sont visibles que quelques heures (voire moins) par lunaison, lorsque l'ombre est rasante.

## Historique

### Observation dans l'antiquité

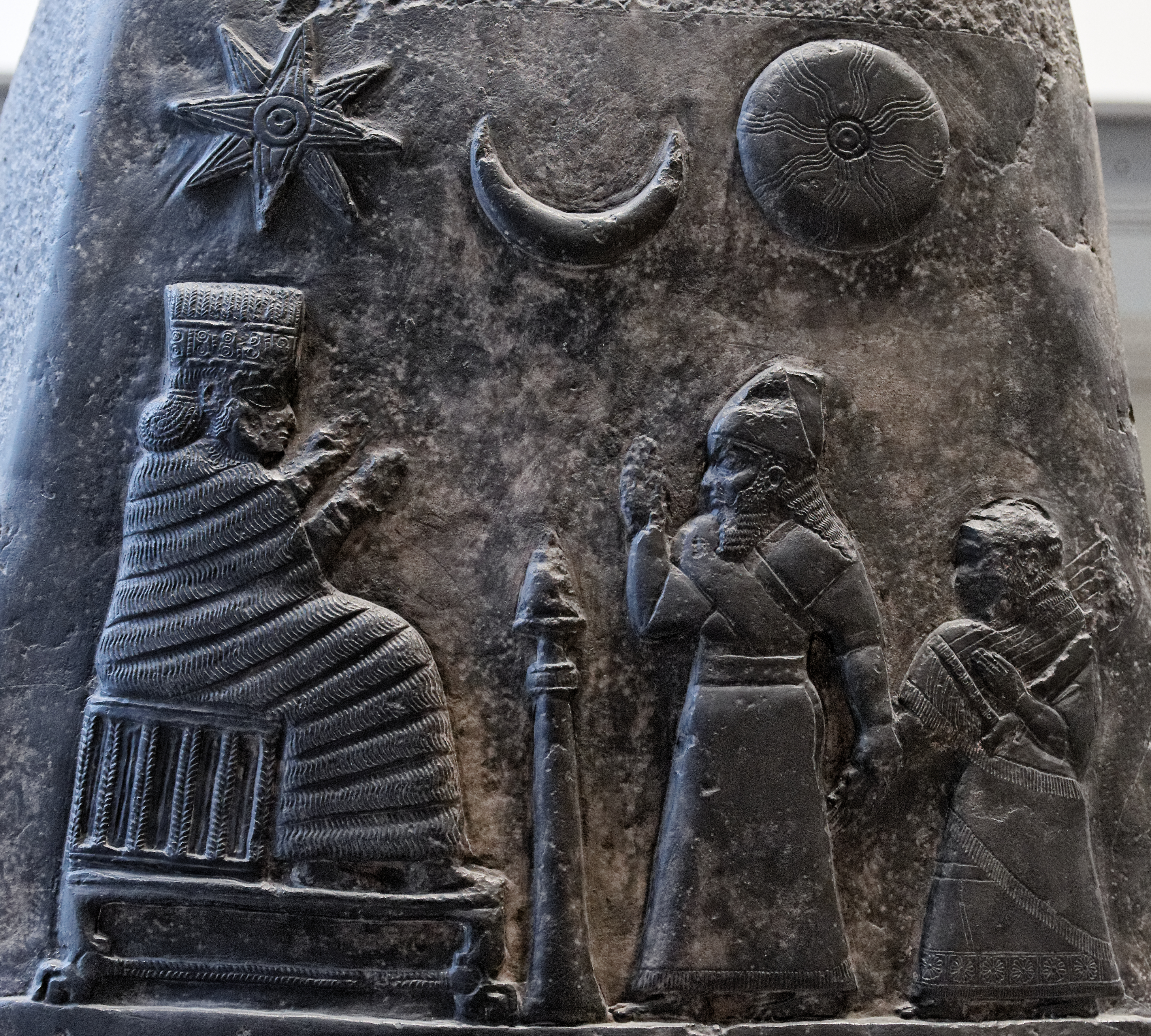
Représentation du croissant de lune symbolisant Nanna/Sîn (entre le soleil symbolisant Shamash et l'étoile symbolisant Ishtar) sur le kudurru de Meli-Shipak (1186–1172 av. J.-C.), Musée du Louvre.

La lune est observée dès l'antiquité asiatique.
En Mésopotamie, Nanna/Sîn est la divinité représentant la Lune (ITI/wahru(m)) dans l'univers religieux des anciens Mésopotamiens. Il est donc l'astre principal qui éclaire la nuit, et dispose d'une place privilégiée dans la mythologie. Le sanctuaire d'Ur est le mieux documenté, grâce aux fouilles archéologiques qui y furent entreprises de 1922 à 1934 sous la direction de Leonard Woolley qui ont mis au jour ses monuments principaux et de nombreuses tablettes relatives au culte du Dieu-Lune, les plus anciennes étant datées de la première moitié du IIIe millénaire av. J.-C..
Le culte est organisé notamment autour de rituels sacrificiels et de fêtes liées aux différentes phases lunaires (EŠ.EŠ/eššeššu(m)). 
Le cycle de la lune a joué sur la détermination des différents calendriers, et en particulier les calendriers lunaires ou luni-solaires.
Dans certains tombeau égyptiens, les jours sont nommés d'après l'avancement de la lune.
Les romains ont donné le nom de la lune au premier jour de la semaine (lundi).
Par la suite, dans le calendrier musulman, la fête religieuse est directement déterminée au travers du changement de lune.
De leur côté, les Mayas, en Astronomes méticuleux suivaient avec précision les évolutions d'objets célestes, plus particulièrement de la Lune et de Vénus. Beaucoup de temples sont orientés par rapport à ces astres.

### Observation moderne
C'est en 1610 que Galilée pointe une de ses lunettes vers le ciel et découvre les 'montagnes de la Lune'. Jusque-là, à la suite d'Aristote, la Lune était considérée comme une sphère parfaite.  Il publie ses découvertes dans Sidereus Nuncius l'année suivante.  Plusieurs savants vont ensuite s'occuper à nommer les différents éléments constituant sa surface. Parmi ceux-ci, notons Johannes Hevelius qui publie Selenographia avec des cartes montrant les librations en 1647. Sa toponymie s'inspire de la toponymie terrestre et ne sera pas retenue. On utilise encore aujourd'hui celle créée par deux pères jésuites, Francesco Grimaldi et Giovanni Battista Riccioli en 1651 dans leur Almagestum Novum.